# Tournoi masculin de basket-ball aux Jeux olympiques d'été de 2004
Cet article traite de l'épreuve masculine. Pour la compétition féminine, voir Tournoi féminin de basket-ball aux Jeux olympiques d'été de 2004.
Navigation
Sydney 2000 Pékin 2008
Le tournoi masculin de basket-ball aux Jeux olympiques d'été de 2004 se tient à Athènes du 15 août au 28 août 2004. Les matchs ont lieu au sein de la Salle des sports d'Helliniko et de l'Olympic Indoor Hall.
Les fédérations affiliées à la FIBA participent par le biais de leur équipe masculine aux épreuves de qualification. Onze équipes rejoignent ainsi la Grèce, nation hôte de la compétition, pour s'affronter lors du tournoi final.
L'équipe d'Argentine s'adjuge sa première médaille d'or. L'Italie remporte la médaille d'argent pour la deuxième fois de son histoire après 1980. L'équipe des États-Unis n'atteint pas la finale pour la seconde fois depuis l'instauration du sport en 1936, après 1988 (en 1980, les Américains ont boycotté les Jeux de Moscou), la première depuis que des joueurs professionnels participent à la compétition, depuis 1992. Elle remporte donc sa deuxième médaille de bronze.
Lors de cette compétition, sur les trente-huit rencontres disputées (trente au premier tour et huit en phase finale), aucune n'a nécessité une prolongation.

## Préparation de l'événement

### Désignation du pays hôte
La commission exécutive du Comité international olympique cinq villes acceptées comme villes candidates parmi une liste de onze villes. Les cinq villes retenues sont Athènes, Rome, Le Cap et Stockholm et Buenos Aires.
Le 5 septembre 1997, à Lausanne, après avoir étudié les dossiers de chaque ville, le jury désigne Athènes, au terme de cinq tours de scrutin, comme ville hôte des Jeux olympiques de 2004, devançant Rome de 25 voix, les autres finalistes Le Cap, Stockholm et Buenos Aires étant éliminés lors des tours précédents.

### Lieux des compétitions
L'ensemble des matches se déroule dans la Salle des sports d'Helliniko et à l'Olympic Indoor Hall. La Salle des sports d'Helliniko se situe dans le complexe olympique d'Helliniko, construit à l'occasion des Jeux olympiques d'été de 2004. Cette salle a une capacité de 15 000 places durant les Jeux olympiques. L'Olympic Indoor Hall est une salle omnisports située dans le Complexe olympique d'Athènes, construit en 1995 et rénové à l'occasion des Jeux olympiques d'été de 2004. Elle a une capacité de 19 250 places.

## Acteurs du tournoi

### Équipes qualifiées
Chaque Comité national olympique peut engager une seule équipe dans la compétition.
Les épreuves qualificatives du tournoi masculin de basket-ball des Jeux olympiques se déroulent du 29 août 2002 au 1er octobre 2003. En tant que pays hôte, la Grèce est qualifiée d'office, tandis que les autres équipes passent par différents modes de qualifications continentales.
La première compétition offrant une place est le Championnat du monde 2002 (pour le vainqueur), ensuite dix places places sont offertes aux cinq champions continentaux, à trois vice-champions et deux troisièmes : Afrique, Amériques, Océanie, Europe et Asie.
| Compétition                    | Date                            | Lieu       | Places | Qualifiés                       |
| ------------------------------ | ------------------------------- | ---------- | ------ | ------------------------------- |
| Pays organisateur              | 5 septembre 1997                |            | 1      | Grèce                           |
| Championnat du monde 2002      | 29 août - 8 septembre 2002      | États-Unis | 1      | Serbie-et-Monténégro            |
| Championnat d'Afrique 2003     | 7-16 août 2003                  | Égypte     | 1      | Angola                          |
| Championnat des Amériques 2003 | 20-31 août 2003                 | Porto Rico | 3      | États-Unis Argentine Porto Rico |
| Championnat d'Océanie 2003     | 1er-4 septembre 2003            | Australie  | 2      | Australie Nouvelle-Zélande      |
| Championnat d'Europe 2003      | 5-14 septembre 2003             | Suède      | 3      | Lituanie Espagne Italie         |
| Championnat d'Asie 2003        | 23 septembre - 1er octobre 2003 | Chine      | 1      | Chine                           |
| Total                          |                                 |            | 12     |                                 |

### Joueurs
Le tournoi masculin est un tournoi international sans aucune restriction d'âge. Chaque nation doit présenter une équipe de 12 joueurs tous titulaires. Les douze joueurs peuvent être présents sur chaque feuille de match.

## Premier tour

### Format de la compétition
Les douze équipes qualifiées sont réparties en deux groupes de six. Chaque équipe marque deux points en cas de victoire, un point en cas de défaite et de défaite par défaut (l'équipe est réduite à deux joueurs sur le terrain) et zéro point en cas de forfait (impossibilité pour une équipe d'aligner cinq joueurs au départ du match).
Pour départager les équipes à la fin des matchs de poule, en cas d'égalité de points, le CIO a décidé d'appliquer les critères de la FIBA. Les équipes sont départagées suivant les critères suivants :
1. résultat des matchs particuliers ;
2. différence entre paniers marqués et encaissés entre les équipes concernées ;
3. différence entre paniers marqués et encaissés de tous les matchs joués ;

Les équipes terminant aux quatre premières places sont qualifiées pour le tournoi final à élimination directe.
| Légende                                                               |
| --------------------------------------------------------------------- |
| Les quatre meilleures équipes se qualifient pour les quarts de finale |
| Les deux dernières équipes sont éliminées du tournoi                  |

### Groupe A

#### Classement
| # | Équipe               | Pts | G | P | PP  | PC  | Diff | GAP   |
| - | -------------------- | --- | - | - | --- | --- | ---- | ----- |
| 1 | Espagne              | 10  | 5 | 0 | 405 | 349 | +56  |       |
| 2 | Italie               | 8   | 3 | 2 | 371 | 341 | +30  | 1v-0d |
| 3 | Argentine            | 8   | 3 | 2 | 414 | 396 | +18  | 0v-1d |
| 4 | Chine                | 7   | 2 | 3 | 303 | 382 | -79  |       |
| 5 | Nouvelle-Zélande     | 6   | 1 | 4 | 399 | 413 | -14  | 1v-0d |
| 6 | Serbie-et-Monténégro | 6   | 1 | 4 | 377 | 388 | -11  | 0d-1v |

|  | Qualifié pour les quarts de finale |
|  | Pts points ; G victoires ; P défaites PP points marqués ; PC points encaissés ; Diff différence de points ; GAP goal average particulier |

#### Matches
| 15 août 2004 11 h 15 EET | Rapport | Italie                                                    | 71-69                    | Nouvelle-Zélande                           |  | Salle des sports d'Helliniko, Athènes Affluence : 1 100 Arbitres : Reynaldo Sanchez Renato Santos |
| 15 août 2004 11 h 15 EET | Rapport | Score par quart-temps : 25–13, 14–9, 17–24, 15–23         |                          |                                            |  | Salle des sports d'Helliniko, Athènes Affluence : 1 100 Arbitres : Reynaldo Sanchez Renato Santos |
| 15 août 2004 11 h 15 EET | Rapport | Gianluca Basile 16 Roberto Chiacig 9 Gianmarco Pozzecco 7 | Points Rebonds Passes d. | Kirk Penney 20 Sean Marks 9 Pero Cameron 5 |  | Salle des sports d'Helliniko, Athènes Affluence : 1 100 Arbitres : Reynaldo Sanchez Renato Santos |

| 15 août 2004 14 h 30 EET | Rapport | Chine                                              | 58-83                    | Espagne                                     |  | Salle des sports d'Helliniko, Athènes Affluence : 9 500 Arbitres : Lazaros Voreadis Jorge Vazquez |
| 15 août 2004 14 h 30 EET | Rapport | Score par quart-temps : 18–18, 12–24, 13–19, 15–22 |                          |                                             |  | Salle des sports d'Helliniko, Athènes Affluence : 9 500 Arbitres : Lazaros Voreadis Jorge Vazquez |
| 15 août 2004 14 h 30 EET | Rapport | Li Nan 14 Ke, Yao 8 Liu Wei 2                      | Points Rebonds Passes d. | Pau Gasol 21 Pau Gasol 10 Calderón, Gasol 2 |  | Salle des sports d'Helliniko, Athènes Affluence : 9 500 Arbitres : Lazaros Voreadis Jorge Vazquez |

| 15 août 2004 16 h 45 EET | Rapport | Argentine                                           | 83-82                    | Serbie-et-Monténégro                                  |  | Olympic Indoor Hall, Athènes Affluence : 10 500 Arbitres : Virginijus Dovidavicius José Carrión |
| 15 août 2004 16 h 45 EET | Rapport | Score par quart-temps : 27-15, 22–24, 12–20, 22-23  |                          |                                                       |  | Olympic Indoor Hall, Athènes Affluence : 10 500 Arbitres : Virginijus Dovidavicius José Carrión |
| 15 août 2004 16 h 45 EET | Rapport | Manu Ginóbili 27 Rubén Wolkowyski 6 Manu Ginóbili 3 | Points Rebonds Passes d. | Vladimir Radmanović 21 Dejan Tomašević 10 3 joueurs 1 |  | Olympic Indoor Hall, Athènes Affluence : 10 500 Arbitres : Virginijus Dovidavicius José Carrión |

| 17 août 2004 09 h 00 EET | Rapport | Nouvelle-Zélande                                  | 62-69                    | Chine                             |  | Salle des sports d'Helliniko, Athènes Affluence : 1 300 Arbitres : Christos Christodoulou Virginijus Dovidavicius |
| 17 août 2004 09 h 00 EET | Rapport | Score par quart-temps : 14-17, 6–12, 25-22, 17–18 |                          |                                   |  | Salle des sports d'Helliniko, Athènes Affluence : 1 300 Arbitres : Christos Christodoulou Virginijus Dovidavicius |
| 17 août 2004 09 h 00 EET | Rapport | Phillip Jones 27 Book, Marks 7 Mark Dickel 2      | Points Rebonds Passes d. | Yao Ming 39 Yao Ming 13 Li, Liu 4 |  | Salle des sports d'Helliniko, Athènes Affluence : 1 300 Arbitres : Christos Christodoulou Virginijus Dovidavicius |

| 17 août 2004 16 h 45 EET | Rapport | Serbie-et-Monténégro                                   | 74-72                    | Italie                                                      |  | Salle des sports d'Helliniko, Athènes Affluence : 12 500 Arbitres : José Ronfini Sean Corbin |
| 17 août 2004 16 h 45 EET | Rapport | Score par quart-temps : 16–17, 20–19, 19–14, 19–22     |                          |                                                             |  | Salle des sports d'Helliniko, Athènes Affluence : 12 500 Arbitres : José Ronfini Sean Corbin |
| 17 août 2004 16 h 45 EET | Rapport | Igor Rakočević 19 Dejan Tomašević 12 Dejan Tomašević 5 | Points Rebonds Passes d. | Massimo Bulleri 15 Chiacig, Radulović 5 Bulleri, Pozzecco 2 |  | Salle des sports d'Helliniko, Athènes Affluence : 12 500 Arbitres : José Ronfini Sean Corbin |

| 17 août 2004 20 h 00 EET | Rapport | Espagne                                            | 87-76                    | Argentine                                                     |  | Salle des sports d'Helliniko, Athènes Affluence : 12 000 Arbitres : Lazaros Voreadis Mike Homsy |
| 17 août 2004 20 h 00 EET | Rapport | Score par quart-temps : 25–18, 10–22, 23–20, 29–16 |                          |                                                               |  | Salle des sports d'Helliniko, Athènes Affluence : 12 000 Arbitres : Lazaros Voreadis Mike Homsy |
| 17 août 2004 20 h 00 EET | Rapport | Pau Gasol 26 Pau Gasol 8 José Manuel Calderón 5    | Points Rebonds Passes d. | Luis Scola 28 Luis Scola 9 Ginóbili, Montecchia, Sconochini 4 |  | Salle des sports d'Helliniko, Athènes Affluence : 12 000 Arbitres : Lazaros Voreadis Mike Homsy |

| 19 août 2004 09 h 00 EET | Rapport | Serbie-et-Monténégro                               | 87-90                    | Nouvelle-Zélande                          |  | Salle des sports d'Helliniko, Athènes Affluence : 4 200 Arbitres : Jorge Vazquez Philippe Leemann |
| 19 août 2004 09 h 00 EET | Rapport | Score par quart-temps : 20-22, 24–17, 22–16, 21–35 |                          |                                           |  | Salle des sports d'Helliniko, Athènes Affluence : 4 200 Arbitres : Jorge Vazquez Philippe Leemann |
| 19 août 2004 09 h 00 EET | Rapport | Dejan Bodiroga 25 Sean Marks 5 Mark Dickel 6       | Points Rebonds Passes d. | Kirk Penney 15 Sean Marks 5 Mark Dickel 4 |  | Salle des sports d'Helliniko, Athènes Affluence : 4 200 Arbitres : Jorge Vazquez Philippe Leemann |

| 19 août 2004 11 h 15 EET | Rapport | Italie                                                  | 63-71                    | Espagne                                                |  | Olympic Indoor Hall, Athènes Affluence : 8 950 Arbitres : José Carrión Michael Aylen |
| 19 août 2004 11 h 15 EET | Rapport | Score par quart-temps : 22-17, 11–18, 19–13, 11–23      |                          |                                                        |  | Olympic Indoor Hall, Athènes Affluence : 8 950 Arbitres : José Carrión Michael Aylen |
| 19 août 2004 11 h 15 EET | Rapport | Alex Righetti 18 Chiacig, Marconato 8 Gianluca Basile 3 | Points Rebonds Passes d. | Jorge Garbajosa 17 Jorge Garbajosa 8 Jorge Garbajosa 3 |  | Olympic Indoor Hall, Athènes Affluence : 8 950 Arbitres : José Carrión Michael Aylen |

| 19 août 2004 20 h 00 EET | Rapport | Argentine                                                | 82-57                    | Chine                            |  | Salle des sports d'Helliniko, Athènes Affluence : 12 000 Arbitres : Sean Corbin Scott Buttler |
| 19 août 2004 20 h 00 EET | Rapport | Score par quart-temps : 22–14, 19–7, 24–18, 17–18        |                          |                                  |  | Salle des sports d'Helliniko, Athènes Affluence : 12 000 Arbitres : Sean Corbin Scott Buttler |
| 19 août 2004 20 h 00 EET | Rapport | Andrés Nocioni 17 Delfino, Nocioni 6 Scola, Sconochini 4 | Points Rebonds Passes d. | Yao Ming 15 Yao Ming 7 Liu Wei 2 |  | Salle des sports d'Helliniko, Athènes Affluence : 12 000 Arbitres : Sean Corbin Scott Buttler |

| 21 août 2004 11 h 15 EET | Rapport | Espagne                                                     | 76-68                    | Serbie-et-Monténégro                                 |  | Salle des sports d'Helliniko, Athènes Affluence : 10 350 Arbitres : Renato Santos José Monfini |
| 21 août 2004 11 h 15 EET | Rapport | Score par quart-temps : 18-14, 13–17, 20–21, 25–16          |                          |                                                      |  | Salle des sports d'Helliniko, Athènes Affluence : 10 350 Arbitres : Renato Santos José Monfini |
| 21 août 2004 11 h 15 EET | Rapport | José Manuel Calderón 15 Felipe Reyes 6 Garbajosa, Navarro 3 | Points Rebonds Passes d. | Dejan Bodiroga 14 Dejan Tomašević 9 Igor Rakočević 3 |  | Salle des sports d'Helliniko, Athènes Affluence : 10 350 Arbitres : Renato Santos José Monfini |

| 21 août 2004 14 h 30 EET | Rapport | Nouvelle-Zélande                                   | 94-98                    | Argentine                                            |  | Salle des sports d'Helliniko, Athènes Affluence : 8 000 Arbitres : Virginijus Dovidavicius Christos Christodoulou |
| 21 août 2004 14 h 30 EET | Rapport | Score par quart-temps : 25-23, 17–24, 29-29, 23–22 |                          |                                                      |  | Salle des sports d'Helliniko, Athènes Affluence : 8 000 Arbitres : Virginijus Dovidavicius Christos Christodoulou |
| 21 août 2004 14 h 30 EET | Rapport | Phillip Jones 25 Ed Book 6 Mark Dickel 7           | Points Rebonds Passes d. | Luis Scola 25 Fabricio Oberto 9 Montecchia, Oberto 5 |  | Salle des sports d'Helliniko, Athènes Affluence : 8 000 Arbitres : Virginijus Dovidavicius Christos Christodoulou |

| 21 août 2004 16 h 45 EET | Rapport | Chine                                              | 52-89                    | Italie                                                    |  | Salle des sports d'Helliniko, Athènes Affluence : 7 600 Arbitres : Lazaros Voreadis Jorge Vazquez |
| 21 août 2004 16 h 45 EET | Rapport | Score par quart-temps : 11-22, 15-22, 13-16, 13-29 |                          |                                                           |  | Salle des sports d'Helliniko, Athènes Affluence : 7 600 Arbitres : Lazaros Voreadis Jorge Vazquez |
| 21 août 2004 16 h 45 EET | Rapport | Li, Yao 9 Yi Jianlian 7 Yao Ming 2                 | Points Rebonds Passes d. | Giacomo Galanda 22 Matteo Soragna 5 Gianmarco Pozzecco 12 |  | Salle des sports d'Helliniko, Athènes Affluence : 7 600 Arbitres : Lazaros Voreadis Jorge Vazquez |

| 23 août 2004 09 h 00 EET | Rapport | Espagne                                                | 88-84                    | Nouvelle-Zélande                             |  | Salle des sports d'Helliniko, Athènes Affluence : 4 252 Arbitres : José Carrión Mike Homsy |
| 23 août 2004 09 h 00 EET | Rapport | Score par quart-temps : 19-11, 29-26, 25-31, 15–16     |                          |                                              |  | Salle des sports d'Helliniko, Athènes Affluence : 4 252 Arbitres : José Carrión Mike Homsy |
| 23 août 2004 09 h 00 EET | Rapport | Jorge Garbajosa 17 Pau Gasol 10 José Manuel Calderón 3 | Points Rebonds Passes d. | Phillip Jones 23 Sean Marks 10 Mark Dickel 5 |  | Salle des sports d'Helliniko, Athènes Affluence : 4 252 Arbitres : José Carrión Mike Homsy |

| 23 août 2004 16 h 45 EET | Rapport | Serbie-et-Monténégro                                     | 66-67                    | Chine                             |  | Salle des sports d'Helliniko, Athènes Affluence : 11 150 Arbitres : Christos Christodoulou Michael Aylen |
| 23 août 2004 16 h 45 EET | Rapport | Score par quart-temps : 21–16, 13-15, 20–20, 12-16       |                          |                                   |  | Salle des sports d'Helliniko, Athènes Affluence : 11 150 Arbitres : Christos Christodoulou Michael Aylen |
| 23 août 2004 16 h 45 EET | Rapport | Predrag Drobnjak 17 Dejan Tomašević 11 Dejan Tomašević 4 | Points Rebonds Passes d. | Yao Ming 27 Yao Ming 13 Liu Wei 3 |  | Salle des sports d'Helliniko, Athènes Affluence : 11 150 Arbitres : Christos Christodoulou Michael Aylen |

| 23 août 2004 20 h 00 EET | Rapport | Italie                                                    | 76-75                    | Argentine                                             |  | Salle des sports d'Helliniko, Athènes Affluence : 12 000 Arbitres : Lazaros Voreadis Sean Corbin |
| 23 août 2004 20 h 00 EET | Rapport | Score par quart-temps : 13-23, 22-13, 18-18, 23–21        |                          |                                                       |  | Salle des sports d'Helliniko, Athènes Affluence : 12 000 Arbitres : Lazaros Voreadis Sean Corbin |
| 23 août 2004 20 h 00 EET | Rapport | Gianmarco Pozzecco 17 Massimo Bulleri 6 Massimo Bulleri 4 | Points Rebonds Passes d. | Ginóbili, Scola 19 Rubén Wolkowyski 7 Manu Ginóbili 3 |  | Salle des sports d'Helliniko, Athènes Affluence : 12 000 Arbitres : Lazaros Voreadis Sean Corbin |

### Groupe B

#### Classement
| # | Équipe     | Pts | G | P | PP  | PC  | Diff | GAP  |
| - | ---------- | --- | - | - | --- | --- | ---- | ---- |
| 1 | Lituanie   | 10  | 5 | 0 | 468 | 414 | +54  |      |
| 2 | Grèce      | 8   | 3 | 2 | 389 | 343 | +46  | 1.10 |
| 3 | Porto Rico | 8   | 3 | 2 | 410 | 411 | -1   | 0.99 |
| 4 | États-Unis | 8   | 3 | 2 | 418 | 389 | +29  | 0.92 |
| 5 | Australie  | 6   | 1 | 4 | 383 | 411 | -28  |      |
| 6 | Angola     | 5   | 0 | 5 | 321 | 421 | -100 |      |

|  | Qualifié pour les quarts de finale |
|  | Pts points ; G victoires ; P défaites PP points marqués ; PC points encaissés ; Diff différence de points ; GAP goal avérage particulier |

#### Matches
| 15 août 2004 09 h 00 EET | Rapport | Angola                                              | 73-78                    | Lituanie                                                               |  | Salle des sports d'Helliniko, Athènes Affluence : 400 Arbitres : Chantal Julien Ma Li Jun |
| 15 août 2004 09 h 00 EET | Rapport | Score par quart-temps : 24–14, 8-14, 23-28, 18-22   |                          |                                                                        |  | Salle des sports d'Helliniko, Athènes Affluence : 400 Arbitres : Chantal Julien Ma Li Jun |
| 15 août 2004 09 h 00 EET | Rapport | Miguel Lutonda 17 Miguel Lutonda 4 Miguel Lutonda 6 | Points Rebonds Passes d. | Lavrinovič, Žukauskas 15 Eurelijus Žukauskas 11 Šarūnas Jasikevičius 6 |  | Salle des sports d'Helliniko, Athènes Affluence : 400 Arbitres : Chantal Julien Ma Li Jun |

| 15 août 2004 20 h 00 EET | Rapport | Porto Rico                                        | 92-73                    | États-Unis                                    |  | Salle des sports d'Helliniko, Athènes Affluence : 11 560 Arbitres : Zoran Šutulović Vicente Bulto |
| 15 août 2004 20 h 00 EET | Rapport | Score par quart-temps : 21–20, 28–7, 16-21, 27-25 |                          |                                               |  | Salle des sports d'Helliniko, Athènes Affluence : 11 560 Arbitres : Zoran Šutulović Vicente Bulto |
| 15 août 2004 20 h 00 EET | Rapport | Carlos Arroyo 24 José Ortiz 6 Carlos Arroyo 7     | Points Rebonds Passes d. | Duncan, Iverson 15 Tim Duncan 16 Tim Duncan 4 |  | Salle des sports d'Helliniko, Athènes Affluence : 11 560 Arbitres : Zoran Šutulović Vicente Bulto |

| 15 août 2004 22 h 15 EET | Rapport | Grèce                                                                 | 76-54                    | Australie                                         |  | Salle des sports d'Helliniko, Athènes Affluence : 11 500 Arbitres : Pablo Estevez José Ronfini |
| 15 août 2004 22 h 15 EET | Rapport | Score par quart-temps : 23–18, 12-15, 24–18, 17–3                     |                          |                                                   |  | Salle des sports d'Helliniko, Athènes Affluence : 11 500 Arbitres : Pablo Estevez José Ronfini |
| 15 août 2004 22 h 15 EET | Rapport | Lázaros Papadópoulos 21 Lázaros Papadópoulos 9 Theódoros Papaloukás 4 | Points Rebonds Passes d. | Heal, Maher 12 Matthew Nielsen 6 Andersen, Heal 1 |  | Salle des sports d'Helliniko, Athènes Affluence : 11 500 Arbitres : Pablo Estevez José Ronfini |

| 17 août 2004 11 h 15 EET | Rapport | Australie                                          | 83-59                    | Angola                                         |  | Salle des sports d'Helliniko, Athènes Affluence : 2 400 Arbitres : Renato Santos Vladimir Okhrimenko |
| 17 août 2004 11 h 15 EET | Rapport | Score par quart-temps : 21-13, 24–16, 27–15, 11-15 |                          |                                                |  | Salle des sports d'Helliniko, Athènes Affluence : 2 400 Arbitres : Renato Santos Vladimir Okhrimenko |
| 17 août 2004 11 h 15 EET | Rapport | Shane Heal 18 Andrew Bogut 11 Jason Smith 3        | Points Rebonds Passes d. | Gerson Monteiro 18 Joaquim Gomes 9 4 joueurs 1 |  | Salle des sports d'Helliniko, Athènes Affluence : 2 400 Arbitres : Renato Santos Vladimir Okhrimenko |

| 17 août 2004 14 h 30 EET | Rapport | Lituanie                                                           | 98-90                    | Porto Rico                                              |  | Salle des sports d'Helliniko, Athènes Affluence : 12 500 Arbitres : Pablo Estevez Zoran Šutulović |
| 17 août 2004 14 h 30 EET | Rapport | Score par quart-temps : 26–32, 23–12, 22–22, 27–24                 |                          |                                                         |  | Salle des sports d'Helliniko, Athènes Affluence : 12 500 Arbitres : Pablo Estevez Zoran Šutulović |
| 17 août 2004 14 h 30 EET | Rapport | Ramūnas Šiškauskas 23 Eurelijus Žukauskas 8 Šarūnas Jasikevičius 7 | Points Rebonds Passes d. | Arroyo, Ayuso 25 Rolando Hourruitiner 6 Arroyo, Ayuso 2 |  | Salle des sports d'Helliniko, Athènes Affluence : 12 500 Arbitres : Pablo Estevez Zoran Šutulović |

| 17 août 2004 22 h 15 EET | Rapport | États-Unis                                         | 77-71                    | Grèce                                                            |  | Salle des sports d'Helliniko, Athènes Affluence : 12 000 Arbitres : Reynaldo Sanchez Vicente Bulto |
| 17 août 2004 22 h 15 EET | Rapport | Score par quart-temps : 18-17, 19-14, 20–22, 20–18 |                          |                                                                  |  | Salle des sports d'Helliniko, Athènes Affluence : 12 000 Arbitres : Reynaldo Sanchez Vicente Bulto |
| 17 août 2004 22 h 15 EET | Rapport | Allen Iverson 17 Tim Duncan 9 Stephon Marbury 6    | Points Rebonds Passes d. | Antónios Fótsis 22 Lázaros Papadópoulos 7 Theódoros Papaloukás 6 |  | Salle des sports d'Helliniko, Athènes Affluence : 12 000 Arbitres : Reynaldo Sanchez Vicente Bulto |

| 19 août 2004 14 h 30 EET | Rapport | États-Unis                                         | 89-79                    | Australie                                    |  | Salle des sports d'Helliniko, Athènes Affluence : 12 000 Arbitres : José Ronfini Giampaolo Cicoria |
| 19 août 2004 14 h 30 EET | Rapport | Score par quart-temps : 21-31, 26-20, 18-16, 24-12 |                          |                                              |  | Salle des sports d'Helliniko, Athènes Affluence : 12 000 Arbitres : José Ronfini Giampaolo Cicoria |
| 19 août 2004 14 h 30 EET | Rapport | Tim Duncan 18 Tim Duncan 11 James, Marbury 5       | Points Rebonds Passes d. | Shane Heal 17 Andersen, Bogut 8 Shane Heal 7 |  | Salle des sports d'Helliniko, Athènes Affluence : 12 000 Arbitres : José Ronfini Giampaolo Cicoria |

| 19 août 2004 16 h 45 EET | Rapport | Porto Rico                                         | 83-80                    | Angola                                              |  | Salle des sports d'Helliniko, Athènes Affluence : 12 000 Arbitres : Reynaldo Sanchez Ma Li Jun |
| 19 août 2004 16 h 45 EET | Rapport | Score par quart-temps : 19-17, 18-15, 26-34, 20-14 |                          |                                                     |  | Salle des sports d'Helliniko, Athènes Affluence : 12 000 Arbitres : Reynaldo Sanchez Ma Li Jun |
| 19 août 2004 16 h 45 EET | Rapport | Larry Ayuso 17 Daniel Santiago 10 Carlos Arroyo 6  | Points Rebonds Passes d. | Víctor de Carvalho 14 Abdel Moussa 6 Abdel Moussa 7 |  | Salle des sports d'Helliniko, Athènes Affluence : 12 000 Arbitres : Reynaldo Sanchez Ma Li Jun |

| 19 août 2004 22 h 15 EET | Rapport | Grèce                                                | 76-98                    | Lituanie                                                          |  | Salle des sports d'Helliniko, Athènes Affluence : 12 000 Arbitres : Renato Santos Pablo Estevez |
| 19 août 2004 22 h 15 EET | Rapport | Score par quart-temps : 10-28, 1526, 19-22, 32-22    |                          |                                                                   |  | Salle des sports d'Helliniko, Athènes Affluence : 12 000 Arbitres : Renato Santos Pablo Estevez |
| 19 août 2004 22 h 15 EET | Rapport | Níkos Zísis 18 Dimítrios Papanikoláou 7 Papaloukás 3 | Points Rebonds Passes d. | Ramūnas Šiškauskas 25 Javtokas, Songaila 5 Šarūnas Jasikevičius 8 |  | Salle des sports d'Helliniko, Athènes Affluence : 12 000 Arbitres : Renato Santos Pablo Estevez |

| 21 août 2004 09 h 00 EET | Rapport | Australie                                          | 82-87                    | Porto Rico                                      |  | Salle des sports d'Helliniko, Athènes Affluence : 6 500 Arbitres : Vicente Bulto Pablo Estevez |
| 21 août 2004 09 h 00 EET | Rapport | Score par quart-temps : 23–13, 28-28, 17-24, 14-22 |                          |                                                 |  | Salle des sports d'Helliniko, Athènes Affluence : 6 500 Arbitres : Vicente Bulto Pablo Estevez |
| 21 août 2004 09 h 00 EET | Rapport | Matthew Nielsen 20 Andrew Bogut 11 Shane Heal 6    | Points Rebonds Passes d. | Daniel Santiago 20 José Ortiz 6 Carlos Arroyo 7 |  | Salle des sports d'Helliniko, Athènes Affluence : 6 500 Arbitres : Vicente Bulto Pablo Estevez |

| 21 août 2004 20 h 00 EET | Rapport | Lituanie                                                             | 94-90                    | États-Unis                                           |  | Salle des sports d'Helliniko, Athènes Affluence : 12 000 Arbitres : Reynaldo Sanchez Zoran Šutulović |
| 21 août 2004 20 h 00 EET | Rapport | Score par quart-temps : 23-26, 21-23, 23-20, 27-21                   |                          |                                                      |  | Salle des sports d'Helliniko, Athènes Affluence : 12 000 Arbitres : Reynaldo Sanchez Zoran Šutulović |
| 21 août 2004 20 h 00 EET | Rapport | Šarūnas Jasikevičius 28 Saulius Štombergas 10 Šarūnas Jasikevičius 4 | Points Rebonds Passes d. | Richard Jefferson 20 Tim Duncan 12 Stephon Marbury 3 |  | Salle des sports d'Helliniko, Athènes Affluence : 12 000 Arbitres : Reynaldo Sanchez Zoran Šutulović |

| 21 août 2004 22 h 15 EET | Rapport | Angola                                             | 56-88                    | Grèce                                                             |  | Salle des sports d'Helliniko, Athènes Affluence : 12 000 Arbitres : Mike Homsy Alejandro Chiti |
| 21 août 2004 22 h 15 EET | Rapport | Score par quart-temps : 15-23, 10-20, 10-24, 21-21 |                          |                                                                   |  | Salle des sports d'Helliniko, Athènes Affluence : 12 000 Arbitres : Mike Homsy Alejandro Chiti |
| 21 août 2004 22 h 15 EET | Rapport | Walter Costa 12 Walter Costa 5 5 joueurs 1         | Points Rebonds Passes d. | Dímos Dikoúdis 15 Dikoúdis, Papadópoulos 8 Dimítris Diamantídis 3 |  | Salle des sports d'Helliniko, Athènes Affluence : 12 000 Arbitres : Mike Homsy Alejandro Chiti |

| 23 août 2004 11 h 15 EET | Rapport | Lituanie                                                        | 100-85                   | Australie                                     |  | Salle des sports d'Helliniko, Athènes Affluence : 7 650 Arbitres : Vicente Bulto Alejandro Chiti |
| 23 août 2004 11 h 15 EET | Rapport | Score par quart-temps : 20-19, 32-9, 23–38, 25-19               |                          |                                               |  | Salle des sports d'Helliniko, Athènes Affluence : 7 650 Arbitres : Vicente Bulto Alejandro Chiti |
| 23 août 2004 11 h 15 EET | Rapport | Robertas Javtokas 23 Robertas Javtokas 9 Šarūnas Jasikevičius 4 | Points Rebonds Passes d. | Bogut, Saville 21 Andrew Bogut 9 Shane Heal 3 |  | Salle des sports d'Helliniko, Athènes Affluence : 7 650 Arbitres : Vicente Bulto Alejandro Chiti |

| 23 août 2004 14 h 30 EET | Rapport | États-Unis                                         | 89-53                    | Angola                                                |  | Salle des sports d'Helliniko, Athènes Affluence : 12 000 Arbitres : Pablo Estevez Philippe Leemann |
| 23 août 2004 14 h 30 EET | Rapport | Score par quart-temps : 21-14, 23-12, 29-13, 14-14 |                          |                                                       |  | Salle des sports d'Helliniko, Athènes Affluence : 12 000 Arbitres : Pablo Estevez Philippe Leemann |
| 23 août 2004 14 h 30 EET | Rapport | Tim Duncan 15 Carlos Boozer 9 LeBron James 5       | Points Rebonds Passes d. | Gerson Monteiro 20 Joaquim Gomes 6 Monteiro, Moussa 2 |  | Salle des sports d'Helliniko, Athènes Affluence : 12 000 Arbitres : Pablo Estevez Philippe Leemann |

| 23 août 2004 22 h 15 EET | Rapport | Grèce                                                        | 78-58                    | Porto Rico                                      |  | Salle des sports d'Helliniko, Athènes Affluence : 12 000 Arbitres : José Ronfini Scott Buttler |
| 23 août 2004 22 h 15 EET | Rapport | Score par quart-temps : 20-22, 20-6, 16-18, 22-12            |                          |                                                 |  | Salle des sports d'Helliniko, Athènes Affluence : 12 000 Arbitres : José Ronfini Scott Buttler |
| 23 août 2004 22 h 15 EET | Rapport | Michaíl Kakioúzis 16 Dímos Dikoúdis 8 Theódoros Papaloukás 4 | Points Rebonds Passes d. | Larry Ayuso 11 Sharif Fajardo 9 Carlos Arroyo 4 |  | Salle des sports d'Helliniko, Athènes Affluence : 12 000 Arbitres : José Ronfini Scott Buttler |

## Phase finale

### Matchs de classement de 9 à 12

#### Match pour la11eplace
| 24 août 2004 14 h 30 EET | Rapport | Serbie-et-Monténégro                                   | 85-62                    | Angola                                                |  | Salle des sports d'Helliniko, Athènes Affluence : 3 625 Arbitres : Vicente Bultó Alejandro César Chiti |
| 24 août 2004 14 h 30 EET | Rapport | Score par quart-temps : 18-10, 16-15, 27-19, 24-18     |                          |                                                       |  | Salle des sports d'Helliniko, Athènes Affluence : 3 625 Arbitres : Vicente Bultó Alejandro César Chiti |
| 24 août 2004 14 h 30 EET | Rapport | Vlado Šćepanović 18 Nenad Krstić 12 Vlado Šćepanović 4 | Points Rebonds Passes d. | Gerson Monteiro 26 Abdel Moussa 7 Almeida, Monteiro 2 |  | Salle des sports d'Helliniko, Athènes Affluence : 3 625 Arbitres : Vicente Bultó Alejandro César Chiti |

#### Match pour la9eplace
| 24 août 2004 16 h 45 EET | Rapport | Nouvelle-Zélande                                   | 80-98                    | Australie                                            |  | Salle des sports d'Helliniko, Athènes Affluence : 4 250 Arbitres : Zoran Šutulović Vladimir Okhrimenko |
| 24 août 2004 16 h 45 EET | Rapport | Score par quart-temps : 15-28, 19-20, 18-26, 28-24 |                          |                                                      |  | Salle des sports d'Helliniko, Athènes Affluence : 4 250 Arbitres : Zoran Šutulović Vladimir Okhrimenko |
| 24 août 2004 16 h 45 EET | Rapport | Phillip Jones 26 Sean Marks 6 Mark Dickel 3        | Points Rebonds Passes d. | Shane Heal 30 Andrew Bogut 10 Bogut, Heal, Saville 3 |  | Salle des sports d'Helliniko, Athènes Affluence : 4 250 Arbitres : Zoran Šutulović Vladimir Okhrimenko |

### Tableau final
|  | Quarts de finale | Quarts de finale |           |            | Demi-finales           | Demi-finales           |    |  | Finale     | Finale  |
|  | Quarts de finale | Quarts de finale |           |            | Demi-finales           | Demi-finales           |    |  | Finale     | Finale  |
|  |                  |                  |           |            |                        |                        |    |  |            |         |
|  | 26 août          | 26 août          |           |            | 27 août                | 27 août                |    |  | 28 août    | 28 août |
|  | 26 août          | 26 août          |           |            | 27 août                | 27 août                |    |  | 28 août    | 28 août |
|  | [A2] Italie      | 83               |           |            | 27 août                | 27 août                |    |  | 28 août    | 28 août |
|  | [A2] Italie      | 83               |           |            | 27 août                | 27 août                |    |  | 28 août    | 28 août |
|  | [B3] Porto Rico  | 70               |           |            | 27 août                | 27 août                |    |  | 28 août    | 28 août |
|  | [B3] Porto Rico  | 70               | Italie    | 100        |                        |                        |    |  | 28 août    | 28 août |
|  | 26 août          |                  | Italie    | 100        |                        |                        |    |  | 28 août    | 28 août |
|  |                  | Lituanie         | 91        |            |                        |                        |    |  | 28 août    | 28 août |
|  | [B1] Lituanie    | Lituanie         | 91        | 94         |                        |                        |    |  | 28 août    | 28 août |
|  | [B1] Lituanie    |                  |           | 94         |                        |                        |    |  | 28 août    | 28 août |
|  | [A4] Chine       | 75               |           |            |                        |                        |    |  | 28 août    | 28 août |
|  | [A4] Chine       | 75               | Italie    | 69         |                        |                        |    |  |            |         |
|  | 26 août          |                  | Italie    | 69         |                        |                        |    |  |            |         |
|  |                  | Argentine        | 84        |            |                        |                        |    |  |            |         |
|  | [A1] Espagne     | Argentine        | 84        | 94         |                        |                        |    |  |            |         |
|  | [A1] Espagne     | 27 août          |           | 94         |                        |                        |    |  |            |         |
|  | [B4] États-Unis  | 102              |           |            |                        |                        |    |  |            |         |
|  | [B4] États-Unis  | 102              | Argentine | 89         |                        |                        |    |  |            |         |
|  | 26 août          | 26 août          | Argentine | 89         | Match pour la 3e place | Match pour la 3e place |    |  |            |         |
|  | 26 août          | 26 août          |           | États-Unis | Match pour la 3e place | Match pour la 3e place | 81 |  |            |         |
|  | [B2] Grèce       | 64               | 28 août   | 28 août    |                        |                        | 81 |  |            |         |
|  | [B2] Grèce       | 64               | 28 août   | 28 août    |                        |                        |    |  |            |         |
|  | [A3] Argentine   | 69               |           | Lituanie   | 96                     |                        |    |  |            |         |
|  | [A3] Argentine   | 69               |           | Lituanie   | 96                     |                        |    |  |            |         |
|  |                  |                  |           |            |                        |                        |    |  | États-Unis | 104     |
|  |                  |                  |           |            |                        |                        |    |  | États-Unis | 104     |

### Quarts de finale
| 26 août 2004 14 h 30 EET | Rapport | Espagne                                                         | 94-102                   | États-Unis                                           |  | Olympic Indoor Hall, Athènes Affluence : 14 500 Arbitres : José Jeremías Reyes Michael Aylen |
| 26 août 2004 14 h 30 EET | Rapport | Score par quart-temps : 25-25, 18-19, 24-30, 27-28              |                          |                                                      |  | Olympic Indoor Hall, Athènes Affluence : 14 500 Arbitres : José Jeremías Reyes Michael Aylen |
| 26 août 2004 14 h 30 EET | Rapport | Pau Gasol 29 José Manuel Calderón 7 Fernández, Gasol, Jiménez 1 | Points Rebonds Passes d. | Stephon Marbury 31 Marion, Odom 6 Iverson, Marbury 4 |  | Olympic Indoor Hall, Athènes Affluence : 14 500 Arbitres : José Jeremías Reyes Michael Aylen |

| 26 août 2004 16 h 45 EET | Rapport | Lituanie                                                          | 94-75                    | Chine                             |  | Olympic Indoor Hall, Athènes Affluence : 14 500 Arbitres : Mike Homsy Christos Christodoulou |
| 26 août 2004 16 h 45 EET | Rapport | Score par quart-temps : 19-17, 22-13, 29-23, 24-15                |                          |                                   |  | Olympic Indoor Hall, Athènes Affluence : 14 500 Arbitres : Mike Homsy Christos Christodoulou |
| 26 août 2004 16 h 45 EET | Rapport | Arvydas Macijauskas 32 Eurelijus Žukauskas 8 Ramūnas Šiškauskas 4 | Points Rebonds Passes d. | Yao Ming 29 Yao Ming 11 Liu Wei 4 |  | Olympic Indoor Hall, Athènes Affluence : 14 500 Arbitres : Mike Homsy Christos Christodoulou |

| 26 août 2004 20 h 00 EET | Rapport | Italie                                                     | 83-70                    | Porto Rico                                  |  | Olympic Indoor Hall, Athènes Affluence : 14 500 Arbitres : Vicente Bultó Alejandro César Chiti |
| 26 août 2004 20 h 00 EET | Rapport | Score par quart-temps : 23-20, 18-15, 19-17, 23-18         |                          |                                             |  | Olympic Indoor Hall, Athènes Affluence : 14 500 Arbitres : Vicente Bultó Alejandro César Chiti |
| 26 août 2004 20 h 00 EET | Rapport | Massimo Bulleri 20 Denis Marconato 12 Gianmarco Pozzecco 6 | Points Rebonds Passes d. | Larry Ayuso 24 José Ortiz 8 Carlos Arroyo 5 |  | Olympic Indoor Hall, Athènes Affluence : 14 500 Arbitres : Vicente Bultó Alejandro César Chiti |

| 26 août 2004 22 h 15 EET | Rapport | Grèce                                                                  | 64-69                    | Argentine                                                   |  | Olympic Indoor Hall, Athènes Affluence : 14 500 Arbitres : Carlos Renato dos Santos Giampaolo Cicoria |
| 26 août 2004 22 h 15 EET | Rapport | Score par quart-temps : 14-22, 21-7, 18-24, 11-16                      |                          |                                                             |  | Olympic Indoor Hall, Athènes Affluence : 14 500 Arbitres : Carlos Renato dos Santos Giampaolo Cicoria |
| 26 août 2004 22 h 15 EET | Rapport | Níkos Chatzivréttas 12 Papadópoulos, Dikoúdis 9 Dimítris Diamantídis 3 | Points Rebonds Passes d. | Fabricio Oberto 13 Wálter Herrmann 6 Ginóbili, Montecchia 2 |  | Olympic Indoor Hall, Athènes Affluence : 14 500 Arbitres : Carlos Renato dos Santos Giampaolo Cicoria |

### Matchs de classement de 5 à 8

#### Match pour la7eplace
| 27 août 2004 09 h 00 EET | Rapport | Chine                                              | 76-92                    | Espagne                                         |  | Olympic Indoor Hall, Athènes Affluence : 8 200 Arbitres : Alejandro César Chiti Virginijus Dovidavičius |
| 27 août 2004 09 h 00 EET | Rapport | Score par quart-temps : 21-25, 11-17, 18-23, 26-27 |                          |                                                 |  | Olympic Indoor Hall, Athènes Affluence : 8 200 Arbitres : Alejandro César Chiti Virginijus Dovidavičius |
| 27 août 2004 09 h 00 EET | Rapport | Li Nan 16 Yao Ming 7 Yao Ming 3                    | Points Rebonds Passes d. | Pau Gasol 37 Pau Gasol 7 José Manuel Calderón 6 |  | Olympic Indoor Hall, Athènes Affluence : 8 200 Arbitres : Alejandro César Chiti Virginijus Dovidavičius |

#### Match pour la5eplace
| 27 août 2004 11 h 15 EET | Rapport | Porto Rico                                         | 75-85                    | Grèce                                                                           |  | Olympic Indoor Hall, Athènes Affluence : 14 500 Arbitres : Mike Homsy Michael Aylen |
| 27 août 2004 11 h 15 EET | Rapport | Score par quart-temps : 15-25, 21-19, 20-22, 19-19 |                          |                                                                                 |  | Olympic Indoor Hall, Athènes Affluence : 14 500 Arbitres : Mike Homsy Michael Aylen |
| 27 août 2004 11 h 15 EET | Rapport | Larry Ayuso 14 Daniel Santiago 9 Carlos Arroyo 4   | Points Rebonds Passes d. | Michaíl Kakioúzis 20 Dimítris Diamantídis 8 Diamantídis, Kakioúzis, Spanoúlis 3 |  | Olympic Indoor Hall, Athènes Affluence : 14 500 Arbitres : Mike Homsy Michael Aylen |

### Demi-finales
| 27 août 2004 20 h 00 EET | Rapport | Italie                                                     | 100-91                   | Lituanie                                                           |  | Olympic Indoor Hall, Athènes Affluence : 14 500 Arbitres : Reynaldo Antonio Mercedes Sanchez José Aníbal Carrión |
| 27 août 2004 20 h 00 EET | Rapport | Score par quart-temps : 20-26, 29-17, 24-20, 27-28         |                          |                                                                    |  | Olympic Indoor Hall, Athènes Affluence : 14 500 Arbitres : Reynaldo Antonio Mercedes Sanchez José Aníbal Carrión |
| 27 août 2004 20 h 00 EET | Rapport | Gianluca Basile 31 Denis Marconato 9 Marconato, Pozzecco 3 | Points Rebonds Passes d. | Arvydas Macijauskas 26 Ramūnas Šiškauskas 7 Šarūnas Jasikevičius 9 |  | Olympic Indoor Hall, Athènes Affluence : 14 500 Arbitres : Reynaldo Antonio Mercedes Sanchez José Aníbal Carrión |

| 27 août 2004 22 h 15 EET | Rapport | Argentine                                                 | 89-81                    | États-Unis                                          |  | Olympic Indoor Hall, Athènes Affluence : 14 500 Arbitres : Vicente Bultó Zoran Šutulović |
| 27 août 2004 22 h 15 EET | Rapport | Score par quart-temps : 24-20, 19-18, 27-19, 19-24        |                          |                                                     |  | Olympic Indoor Hall, Athènes Affluence : 14 500 Arbitres : Vicente Bultó Zoran Šutulović |
| 27 août 2004 22 h 15 EET | Rapport | Manu Ginóbili 29 Fabricio Oberto 6 Juan Ignacio Sánchez 7 | Points Rebonds Passes d. | Stephon Marbury 18 Carlos Boozer 9 Dunca, Iverson 3 |  | Olympic Indoor Hall, Athènes Affluence : 14 500 Arbitres : Vicente Bultó Zoran Šutulović |

### Match pour la médaille de bronze
| 28 août 2004 20 h 00 EET | Rapport | Lituanie                                                          | 96-104                   | États-Unis                                     |  | Olympic Indoor Hall, Athènes Affluence : 14 500 Arbitres : Pablo Alberto Estévez Giampaolo Cicoria |
| 28 août 2004 20 h 00 EET | Rapport | Score par quart-temps : 24-24, 20-25, 27-25, 25-30                |                          |                                                |  | Olympic Indoor Hall, Athènes Affluence : 14 500 Arbitres : Pablo Alberto Estévez Giampaolo Cicoria |
| 28 août 2004 20 h 00 EET | Rapport | Arvydas Macijauskas 24 Robertas Javtokas 6 Šarūnas Jasikevičius 4 | Points Rebonds Passes d. | Shawn Marion 22 Boozer, Duncan 8 Dwyane Wade 6 |  | Olympic Indoor Hall, Athènes Affluence : 14 500 Arbitres : Pablo Alberto Estévez Giampaolo Cicoria |

### Finale

#### Fiche du match
| 28 août 2004 22 h 30 EET | Rapport | Italie                                                 | 69-84                    | Argentine                                   |  | Olympic Indoor Hall, Athènes Affluence : 14 500 Arbitres : Carlos Renato dos Santos Lazaros Voreadis |
| 28 août 2004 22 h 30 EET | Rapport | Score par quart-temps : 16-23, 25-20, 13-17, 15-24     |                          |                                             |  | Olympic Indoor Hall, Athènes Affluence : 14 500 Arbitres : Carlos Renato dos Santos Lazaros Voreadis |
| 28 août 2004 22 h 30 EET | Rapport | Soragna, Pozzecco 12 Luca Garri 6 Rodolfo Rombaldoni 2 | Points Rebonds Passes d. | Luis Scola 25 Luis Scola 11 Manu Ginóbili 6 |  | Olympic Indoor Hall, Athènes Affluence : 14 500 Arbitres : Carlos Renato dos Santos Lazaros Voreadis |

#### Équipes
| - 4 - Nikola Radulović (3 min - 0 pt)       |
| - 5 - Gianluca Basile (35 min - 9 pts)      |
| - 6 - Giacomo Galanda (27 min - 7 pts)      |
| - 7 - Matteo Soragna (31 min - 12 pts)      |
| - 8 - Denis Marconato (16 min - 6 pts)      |
| - 9 - Gianmarco Pozzecco (12 min - 12 pts)  |
| - 10 - Alex Righetti (13 min - 3 pts)       |
| - 11 - Rodolfo Rombaldoni (15 min - 10 pts) |
| - 12 - Massimo Bulleri (15 min - 5 pts)     |
| - 13 - Michele Mian (0 min - 0 pt)          |
| - 14 - Roberto Chiacig (15 min - 3 pts)     |
| - 15 - Luca Garri (17 min - 2 pts)          |
| Entraîneur :                                |
| - Carlo Recalcati                           |

| - 4 - Juan Ignacio Sánchez (25 min - 3 pts)  |
| - 5 - Manu Ginóbili (32 min - 16 pts)        |
| - 6 - Alejandro Montecchia (17 min - 17 pts) |
| - 7 - Fabricio Oberto (0 min - 0 pt)         |
| - 8 - Wálter Herrmann (0 min - 0 pts)        |
| - 9 - Gabriel Fernández (11 min - 1 pt)      |
| - 10 - Hugo Sconochini (12 min - 2 pts)      |
| - 11 - Luis Scola (37 min - 25 pts)          |
| - 12 - Leonardo Gutiérrez (0 min - 0 pt)     |
| - 13 - Andrés Nocioni (32 min - 7 pts)       |
| - 14 - Carlos Delfino (4 min - 0 pt)         |
| - 15 - Rubén Wolkowyski (30 min - 13 pts)    |
| Entraîneur :                                 |
| - Rubén Magnano                              |

L'Argentine remporte sa première médaille d'or en basket-ball aux Jeux olympiques. L'Italie remporte sa deuxième médaille d'argent après celle remportée en 1980. Les États-Unis ne sont pas en finale pour la première fois depuis 1988, dernière année où les joueurs américains étaient amateurs.

## Statistiques
| Nom                 | Moyenne |
| ------------------- | ------- |
| Pau Gasol           | 22,4    |
| Phillip Jones       | 21,0    |
| Yao Ming            | 20,7    |
| Manu Ginóbili       | 19,3    |
| Carlos Arroyo       | 19,3    |
| Larry Ayuso         | 18,8    |
| Luis Scola          | 17,6    |
| Shane Heal          | 16,7    |
| Arvydas Macijauskas | 15,9    |
| Gianluca Basile     | 14,6    |

| Nom                  | Moyenne |
| -------------------- | ------- |
| Yao Ming             | 9,3     |
| Dejan Tomašević      | 9,2     |
| Tim Duncan           | 9,1     |
| Andrew Bogut         | 9,0     |
| Pau Gasol            | 7,3     |
| Sean Marks           | 7,0     |
| Lázaros Papadópoulos | 6,5     |
| Carlos Boozer        | 6,1     |
| Shawn Marion         | 5,9     |
| Lamar Odom           | 5,8     |

| Nom                  | Moyenne |
| -------------------- | ------- |
| Šarūnas Jasikevičius | 5,6     |
| Carlos Arroyo        | 5,2     |
| Mark Dickel          | 4,5     |
| Gianmarco Pozzecco   | 4,3     |
| Shane Heal           | 3,5     |
| Stephon Marbury      | 3,4     |
| Manu Ginóbili        | 3,3     |
| Theódoros Papaloukás | 3,0     |
| Dimítris Diamantídis | 2,8     |
| Miguel Lutonda       | 2,7     |

| Nom                  | Moyenne |
| -------------------- | ------- |
| Theódoros Papaloukás | 2,8     |
| Carlos Arroyo        | 2,3     |
| Dwyane Wade          | 2,1     |
| Lamar Odom           | 2,0     |
| Dillon Boucher       | 1,8     |

| Nom                 | Moyenne |
| ------------------- | ------- |
| Pau Gasol           | 1,9     |
| Tim Duncan          | 1,4     |
| Eurelijus Žukauskas | 1,1     |
| Robertas Javtokas   | 1,0     |
| Andrew Bogut        | 1,0     |

## Meilleures performances sur un match
| Catégorie        | Joueur                          | Total | Adversaire           |
| ---------------- | ------------------------------- | ----- | -------------------- |
| Points           | Yao Ming                        | 39    | Nouvelle-Zélande     |
| Rebonds          | Tim Duncan                      | 16    | Porto Rico           |
| Passes décisives | Gianmarco Pozzecco              | 12    | Chine                |
| Interceptions    | Tim Duncan Theódoros Papaloukás | 5     | Porto Rico Argentine |
| Contres          | Pau Gasol                       | 5     | Argentine            |
| Balles perdues   | Tim Duncan Šarūnas Jasikevičius | 7     | Porto Rico           |

## Classement
| Rang | Équipe               | MJ | V-D |
| ---- | -------------------- | -- | --- |
| 1    | Argentine            | 8  | 6-2 |
| 2    | Italie               | 8  | 5-3 |
| 3    | États-Unis           | 8  | 5-3 |
| 4    | Lituanie             | 8  | 6-2 |
| 5    | Grèce                | 7  | 4-3 |
| 6    | Porto Rico           | 7  | 3-4 |
| 7    | Espagne              | 7  | 6-1 |
| 8    | Chine                | 7  | 2-5 |
| 9    | Australie            | 6  | 2-4 |
| 10   | Nouvelle-Zélande     | 6  | 1-5 |
| 11   | Serbie-et-Monténégro | 6  | 2-4 |
| 12   | Angola               | 6  | 0-6 |

    : éliminés en quarts de finale
    : éliminés au premier tour